# Val Grabiasca
La Val Grabiasca è una valle laterale della Val Seriana in Provincia di Bergamo, Lombardia.

## Geografia
Percorsa dall'omonimo torrente ed interamente compresa nel territorio di Gandellino, la valle si sviluppa con andamento da Nord-ovest verso Sud-est ed è compresa tra i circa 750 m s.l.m. del fondovalle, dove si unisce alla valle Seriana presso la frazione Grabiasca di Gandellino, ed i 2.712 del Pizzo Poris.
Ricchissima di acqua, con numerosi piccoli rivoli e laghetti (su tutti i laghi di Cardeto), è delimitata ad est dal Pizzo Ceppo (2.292 m s.l.m.), ad ovest dalla Costa d'Agnone (2.183 m s.l.m.), ed a nord dalla catena comprendente il monte Madonnino (2.502 m s.l.m.), il passo della Portula, il monte Reseda (2.380 m s.l.m.) e l'omonimo passo, il monte Grabiasca (2.705 m s.l.m.) ed il pizzo Poris (2.712 m s.l.m.). Questa catena divide la valle Grabiasca dalla val Brembana.

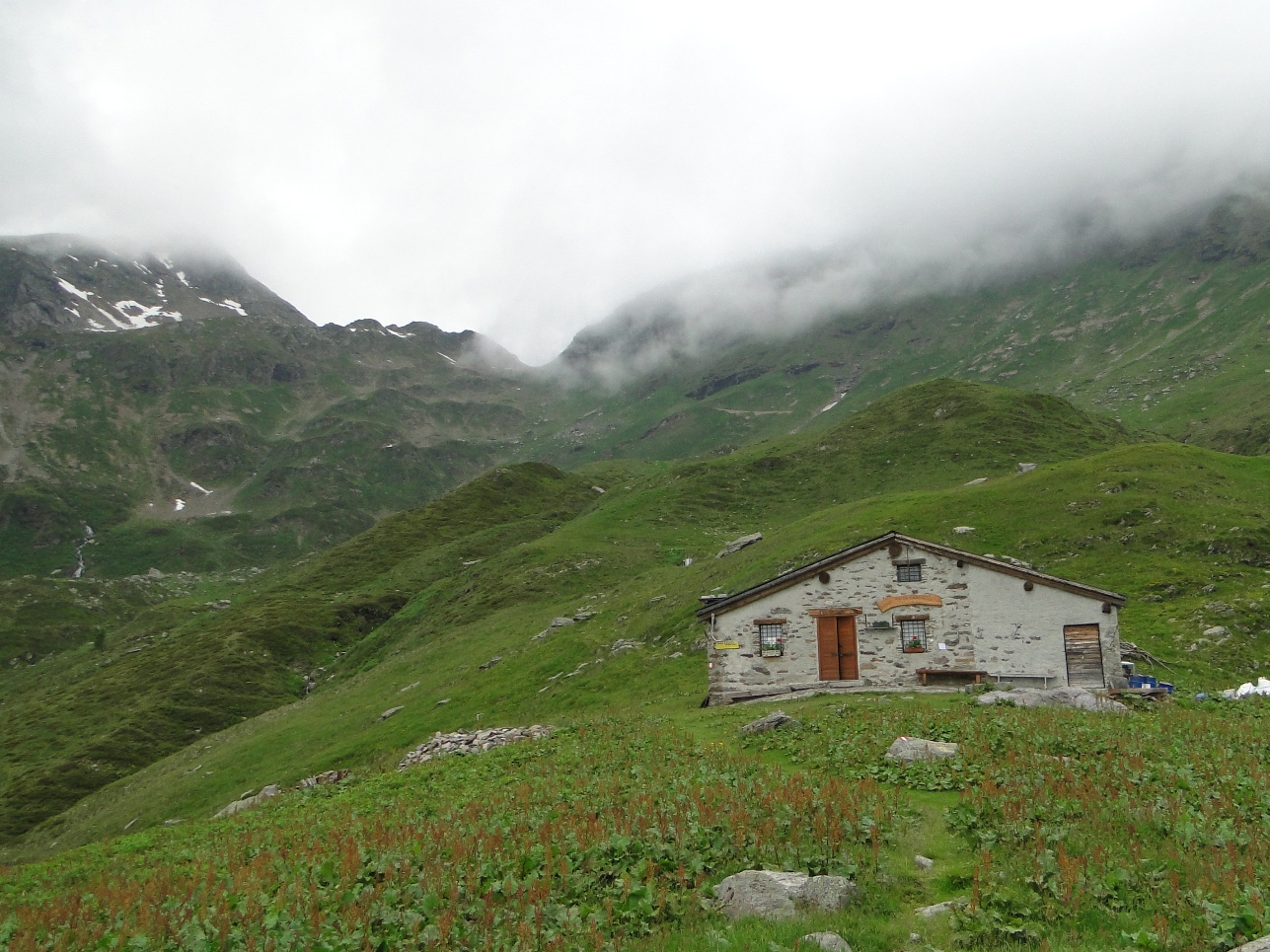
La baita alta di Cardeto

In un contesto naturalistico di elevato profilo, è possibile compiere numerose escursioni. In primo luogo il fondovalle è percorso trasversalmente dal sentiero dell'Alto Serio, dal quale si dirama una traccia (segnavia del CAI numero 261) che si mantiene sul versante orografico destro e si unisce con il sentiero 233 proveniente da Ripa di Gromo (mantenendo la numerazione di quest'ultimo) raggiungendo prima la località Cardeto in cui si trovano tre baite alpine ed un gruppo di piccoli laghi (chiamati appunto laghi di Cardeto) e poi il Passo della Portula. Da qui è possibile raggiungere la Baita Cernello e Valgoglio (nr. 230) nonché il rifugio Fratelli Calvi (nr.226).

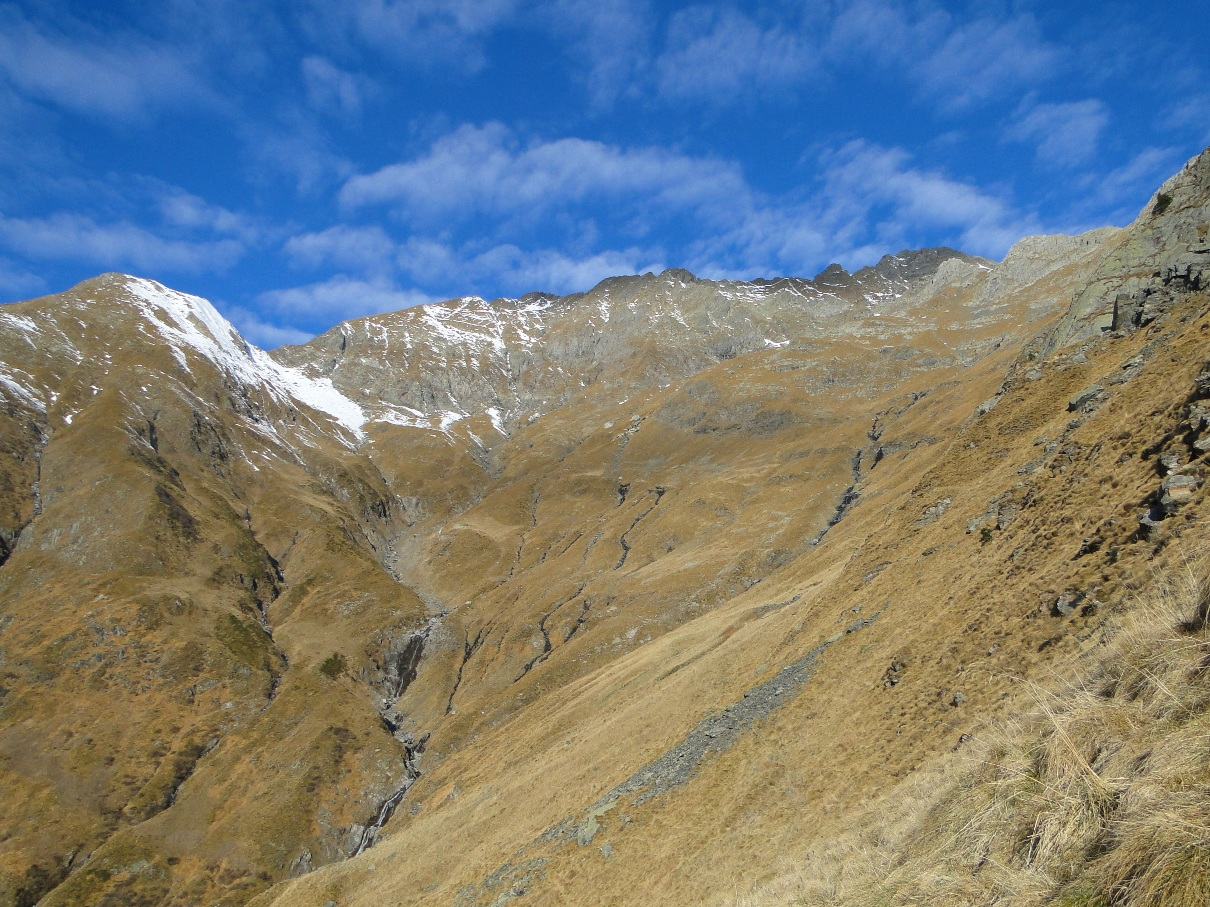
La testata della val Grabiasca, con l'omonimo monte ed il pizzo Poris

Sull'opposto versante orografico si trova il sentiero numero 255 che con un notevole dislivello raggiunge prima la bocchetta del pizzo Ceppo e poi il passo di Valsecca, dove incrocia l'itinerario principale del sentiero delle Orobie.
I due sentieri, che salgono parallelamente sui due versanti della valle, sono uniti dal segnavia numero 256.